# A Letter to Elise
Singles de The Cure
Friday I'm in Love
(1992) The 13th
(1996)
Clip vidéo
[vidéo] « A Letter to Elise », sur YouTube
Pistes de Wish
Trust Cut
A Letter to Elise est une chanson du groupe britannique The Cure figurant sur l'album Wish et sortie en single le 5 octobre 1992.

## Inspiration de la chanson
Robert Smith a dévoilé que l'une des sources d'inspiration de la chanson est le personnage d'Élisabeth dans le roman Les Enfants terribles de Jean Cocteau, personnage qui s'est mêlé dans son esprit à une Elise à propos de laquelle il essayait d'écrire. Il parle également de la lecture des Lettres à Felice de Franz Kafka.

## Contenu du single
A Letter to Elise figure sur le single dans une version plus courte que sur l'album Wish. The Big Hand est un titre inédit apparaissant en face B du 45 tours. Le maxi, en support vinyle ou CD, contient une chanson inédite supplémentaire, A Foolish Arrangement et offre un remix de A Letter To Elise, le Blue Mix, réalisé par Bryan « Chuck » New.
The Big Hand fait partie des chansons sorties en face B à être jouées sur scène. Ce fut le cas lors de quelques concerts européens du Wish Tour en 1992 (Paris, Londres & Manchester) ainsi qu'en 2007 et 2008.
Robert Smith a révélé que les paroles traitent des dangers de la toxicomanie et que, contrairement aux autres membres du groupe, il n'aimait pas beaucoup cette chanson au départ.
L'une des sources d'inspiration de A Foolish Arrangement est le poème Christabel de Samuel Taylor Coleridge.
45 tours et cassette
1. A Letter to Elise - 4:20
2. The Big Hand - 4:52

Maxi 45 tours
1. A Letter to Elise (Blue Mix) - 6:37
2. The Big Hand - 4:52
3. A Foolish Arrangement - 3:54

CD
1. A Letter to Elise - 4:20
2. The Big Hand - 4:52
3. A Foolish Arrangement - 3:54
4. A Letter to Elise (Blue Mix) - 6:37

## Distinction
Le site Pitchfork classe A Letter to Elise au 184e rang du Top 200 des chansons des années 1990. 

## Clip
Le clip vidéo est réalisé par Aubrey Powell.

## Classements hebdomadaires
| Classement (1992)              | Meilleure place |
| ------------------------------ | --------------- |
| États-Unis (Alternative Songs) | 2               |
| Irlande (Irish Singles Chart)  | 23              |
| Nouvelle-Zélande (RMNZ)        | 13              |
| Royaume-Uni (UK Singles Chart) | 28              |
| Suède (Sverigetopplistan)      | 39              |